# Clark Bissell
Clark Bissell, född 7 september 1782, död 15 september 1857, var en amerikansk politiker och guvernör i Connecticut.

## Tidigt liv
Bissel föddes i Lebanon, Connecticut den 7 september 1782. Han studerade vid Yale University och tog examen 1806. Därefter studerade han juridik och antogs till advokatsamfundet 1809.

## Politisk karriär
Bissell valdes till Connecticuts representanthus 1829. Han valdes återigen 1841. Därefter tjänstgjorde han i Connecticuts senat från 1842 till 1843. Han var också domare vid Connecticut Supreme Court of Errors mellan 1829 och 1839.

## Guvernör
Bissell kandiderade för Whigpartiet utan framgång till posten som guvernör i Connecticut 1846. Han lyckades dock bli vald 1847, efterträdde Isaac Toucey, och blev omvald 1848. När han var guvernör arbetade han för utbildningsreformer och skattereformer och förespråkade alkoholförbud. Det var emellertid bara betydelselösa lagförslag som gick igenom. Han lade in sitt veto mot en resolution om äktenskapsskillnad och det sågs som ett sabotage mot parlamentets lagstiftande makt. På grund av detta blev han inte nominerad till återval inför 1849 års val och efterträddes av sin partikamrat Joseph Trumbull.

## Senare år
Efter sin tid som guvernör fortsatte Bissell som professor i juridik vid Yale University. Han hade fått professuren medan han var guvernör. Han tjänstgjorde också i Connecticuts representanthus 1850. Han avled den 15 september 1857.